# Kiến An (provincie)
Kiến An is een voormalige provincie in Noord-Vietnam. De provincie is ontstaan in 1898. De hoofdstad van de provincie was Kiến An. De provincie heeft bestaan tot 1962, toen het werd samengevoegd met Hải Phòng. Sindsdien is het een quận van de stad, wat gelijkstaat aan een district.